# ゼブジドフスキの反乱

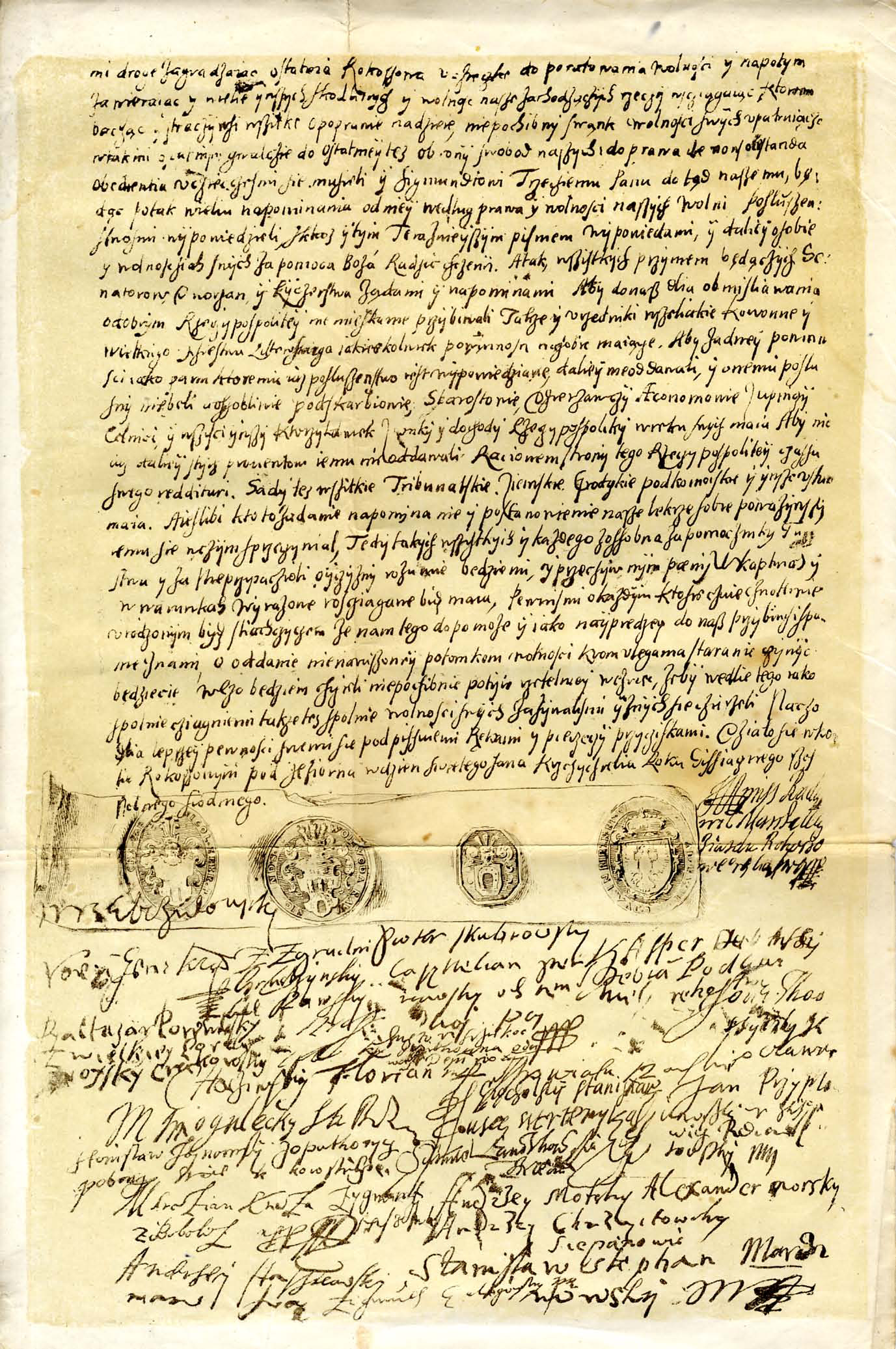
1607年6月24日に反乱者が発表した、ジグムント3世に廃位を宣告する文書

ゼブジドフスキの反乱（ポーランド語：rokosz Zebrzydowskiego,1606年 - 1609年）またはサンドミェシュの反乱（rokosz sandomierski）は、ポーランド・リトアニア共和国において、国王ジグムント3世に対して起こされたロコシュ（強訴）。反乱軍は1606年8月6日、ミコワイ・ゼブジドフスキ、ヤン・シチェンスニィ・ヘルブルト、スタニスワフ・スタドニツキ、アレクサンデル・ユゼフ・リソフスキおよびヤヌシュ・ラジヴィウによって、ステンジツァとルブリンにて結成された。この反乱が起きた背景には、セイム（共和国議会下院）に拠る貴族階級（シュラフタ）の強大な権力を制限し、選挙王制に代えて世襲王制を共和国に導入しようとしていた国王に対し、貴族たちが不満を募らせていたという事情があった。1609年に反乱軍の敗退によって終息したが、国王を破滅に追い込むことが出来なかったにもかかわらず、この反乱は、貴族階級が王権を支配するポーランド・リトアニア共和国の貴族共和国体制を最終的に確立するものとなった。

## 概要
反乱者となる貴族たちは政治連盟を結成し、彼らの要求は67の条項となって明示された。彼らはジグムント3世がヘンリク条項に違反したことを理由に彼を退位させ、国王に取り入るイエズス会を共和国領内から追放しようとしていた。さらに反乱者は国家官職の任命権者を国王からセイムに代えること、地方官職は中央の任命によらず当該地域が選挙で任じること、またプロテスタントの権利が拡大され保護されることなどを求めていた。
翌1607年、セイムは反乱者の要求を拒絶した。これを受けて、反乱者側の貴族はマゾフシェ地方のグズフに結集し、一方の政府軍はリトアニア大ヘトマンでキルホルムの戦いの英雄ヤン・カロル・ホトキェヴィチに率いられ、反乱の鎮定に向かった。両軍の係争は激化して、政府軍の総大将として王冠領大ヘトマンのスタニスワフ・ジュウキェフスキが派遣された。7月5日（または6日）のグズフの戦いでは全面戦争と化し、約200人の戦死者を出したが、政府軍の勝利に終わった。1609年までに、反乱は完全に終息した。内戦が起きてから2年たった1609年に開かれたセイムで、反乱者側の貴族たちは公式に国王に降伏した。降伏したおかげで反乱者たちは特赦を受けたが、ホトキェヴィチら国王派の貴族は彼らへの恩赦処分に抗議していた。反乱のあと、ジグムント3世は貴族達の野心的な情熱の捌け口を対外戦争に見出した。この反乱の捌け口という性格も加わり、モスクワ・ロシアに対する共和国の政治介入は、間接的なドミトリー計画（1605年 - 1609年）から全面的なロシア・ポーランド戦争（1609年 - 1618年）へと発展していった。